# Бернард, Ванда Томас
Ванда Томас Бернард (англ. Wanda Thomas Bernard, род. 1 августа 1953, Галифакс, Канада) — канадский сенатор. Раньше она была социальным работником и педагогом из Ист-Престона, Новая Шотландия. Бернард является первым чернокожим канадцем, занявшим академическую должность и ставшим профессором Университета Дэлхаузи, где её исследования сосредоточены на борьбе с угнетением и многообразии. Бернар была одной из основателей Ассоциации чернокожих социальных работников. В 2005 году она была награждена Орденом Канады за свою работу по борьбе с расизмом и за многообразие в сфере социальной работы, а в 2014 году она была награждена Орденом Новой Шотландии. 27 октября 2016 года Бернард была назначена в Сенат Канады премьер-министром Джастином Трюдо в качестве независимого кандидата. На момент своего назначения она была председателем Консультативного совета Новой Шотландии по положению женщин. Она первая африканская женщина из Новой Шотландии, работающая в палате Сената.
Бернард поддерживает официальное признание Дня эмансипации в Канаде и предложила в связи с этим законопроект в 2018 году.
Бернард присоединилась к прогрессивной группе Сената 8 июля 2020 года.